# 552nd Air Control Wing

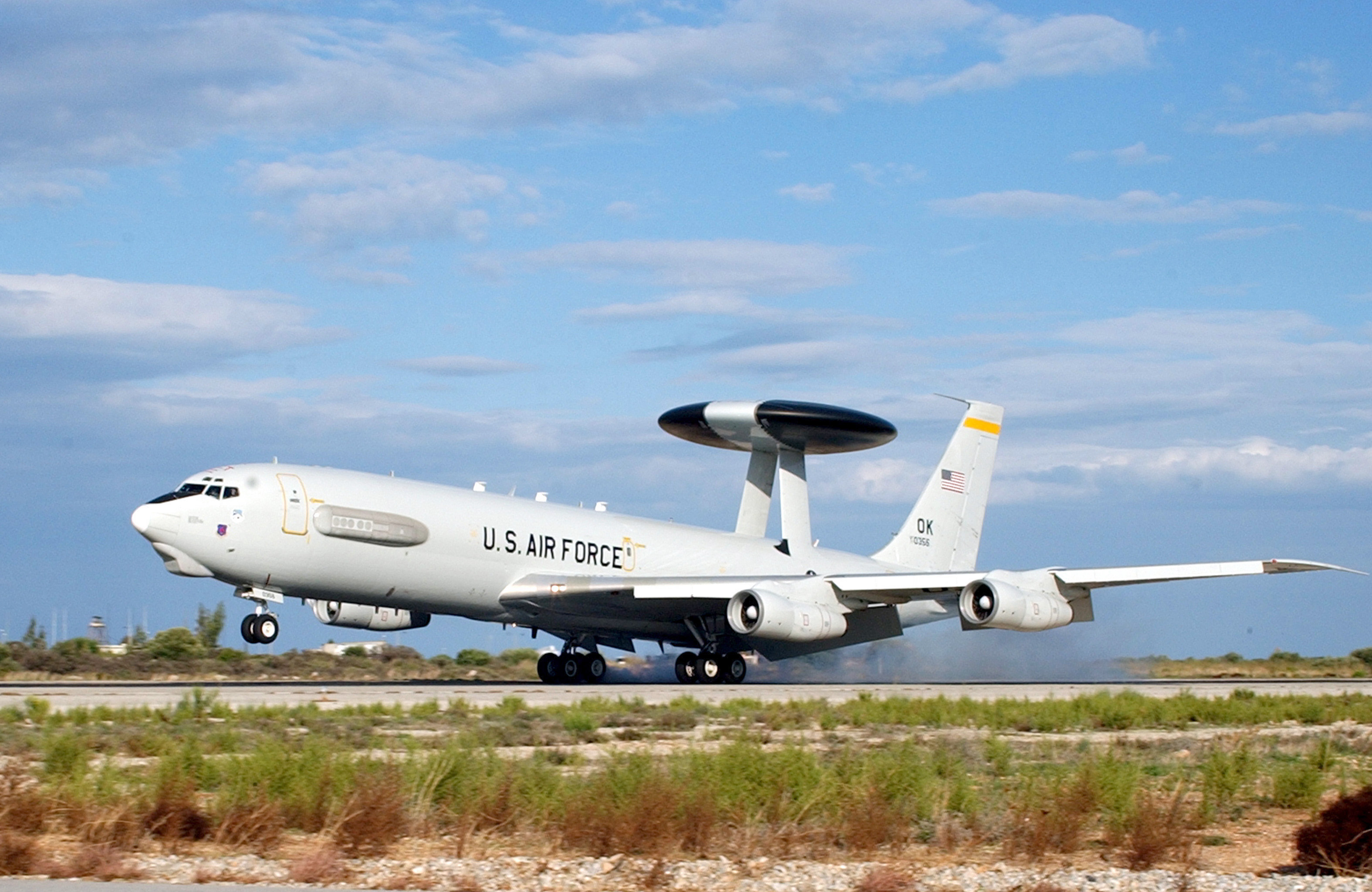
E-3 dello Stormo

Il 552nd Air Control Wing è uno stormo AWACS dell'Air Combat Command, inquadrato nella Twelfth Air Force. Il suo quartier generale è situato presso la Tinker Air Force Base, nell'Oklahoma.

## Missione
Allo stormo è associato il 513th Air Control Group, 507th Air Refueling Wing, Air Force Reserve Command, al quale fornisce personale per l'addestramento e la manutenzione per i suoi 23 E-3G Sentry e 8 E-3B Sentry.

## Organizzazione
Al maggio 2017, lo stormo controlla:
- 552nd Operations  Group
  - 552nd Operations Support Squadron
  -  960th Airborne Air Control Squadron, striscia di coda bianca - Equipaggiato con E-3B/C/G Sentry
  -  963rd Airborne Air Control Squadron, striscia di coda nera - Equipaggiato con E-3B/C/G Sentry
  -  964th Airborne Air Control Squadron, striscia di coda rossa - Equipaggiato con E-3B/C/G Sentry
  -  965th Airborne Air Control Squadron, striscia di coda gialla - Equipaggiato con E-3B/C/G Sentry
  -  966th Airborne Air Control Squadron Formal Training Unit, striscia di coda blu - Equipaggiato con 4 E-3B/C/G Sentry
  - 552nd Training Squadron
- 552nd Maintenance Group
  - 552nd Aircraft Maintenance Squadron
  - 552nd Maintenance Squadron
  - 552nd Maintenance Operations Squadron
- 552nd Air Control Group
  - 552nd Air Control Networks Squadron
  - 752nd Operations Support Squadron
  - 607th Air Control Squadron, Initial Qualification Training Unit
  - 726th Air Control Squadron
  - 728th Air Control Squadron, Eglin Air force Base, Florida
  - 729th Air Control Squadron